# Flughafen Constanța

i7
i11
i13

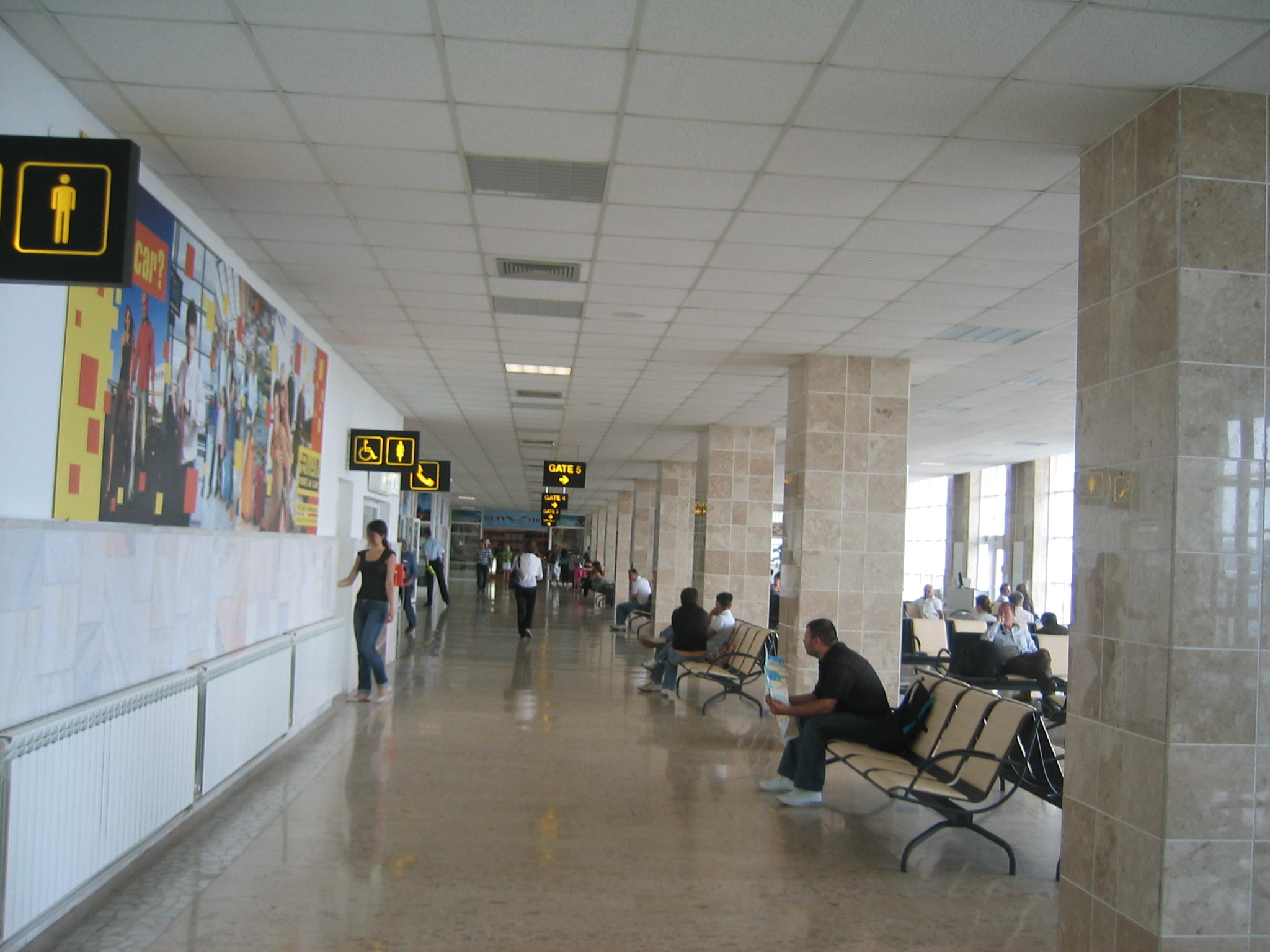
Ziviles Terminal im Jahr 2008

Der Flughafen Constanța  (IATA-Code: CND, ICAO-Code: LRCK) ist ein rumänischer Flughafen und liegt in der Ortschaft Mihail Kogălniceanu, ungefähr 25 km von der Stadt Constanța in Rumänien entfernt.
Neben der militärischen Nutzung durch die rumänischen Luftstreitkräften als Militärflugplatz Baza 57 Aeriana "Captain Aviator Constantin Cantacuzino" sowie durch andere NATO-Verbündete, wird der Flughafen in geringem Maße auch zivil genutzt. Bis etwa 2040 ist geplant den Flughafen zum größten Luftwaffenstützpunkt der NATO in Europa auszubauen.

## Geschichte
In den 1930er und 1940er Jahren existierte bereits ein Flugplatz an einem küstennahen Standort nördlich von Mamaia-Sat. Der Flugplatz Constanța-Mamaia diente damals auch den Rumänischen Luftstreitkräfte. Während des Deutsch-Sowjetischen Kriegs, insbesondere zu Beginn im Sommer 1941 und erneut 1944 beim Rückzug der Wehrmacht, waren hier zeitweise auch Verbände der Luftwaffe stationiert.
Der heutige Flughafen wurde in der Zeit von 1952 bis 1962 errichtet und wurde ab 1955 als Militärflughafen genutzt. Ab Mai 1960 wurde ein ziviler Teil eröffnet, der den Anfang der 1930er Jahre erbauten Flughafen Palas ersetzte. 1962 wurde ein erstes Passagierterminal eröffnet und der Flughafen hatte 1979 seine höchsten zivilen Nutzerzahlen mit knapp 800.000 abgefertigten Passagieren. Bis 2016 war der zivile Teil auf etwa ein Zehntel bzw. etwa 80.000 abgefertigte Passagiere pro Jahr gesunken.
Seit 1999 wurde der militärische Bereich des Flughafens Constanța von den rumänischen Luftstreitkräften als 57. Luftbasis, Baza 57 Aeriană, bezeichnet und von den USA als Militärstützpunkt mitgenutzt. Nachdem die dort stationierten Mikojan-Gurewitsch MiG-29 außer Dienst gestellt worden waren, wurde die 57. Luftbasis im August 2004 geschlossen. Administrativ unterstand der militärische Bereich des Flughafens im Anschluss für 14 Jahre der 86. Luftbasis in Borcea als „Annex“.
Am 6. Dezember 2005 wurde die Benutzung des Flughafens als amerikanische Militärbasis vertraglich für mindestens 10 Jahre festgeschrieben. 2014 übernahm die Forward Operating Site, benannt nach dem rumänischen Nationalhelden Mihail Kogălniceanu (FOS MK), die Aufgaben des kirgisischen US-Stützpunktes am Flughafen Manas beim Abzug amerikanischer Truppen aus Afghanistan.
Nach einem am 8. Juni 2007 vom Europaratsermittler zur CIA-Affäre, Dick Marty, vorgestellten Bericht gibt es Beweise, dass auf der Militärbasis geheime Foltergefängnisse untergebracht waren und hochrangige rumänische Politiker davon Kenntnis hatten. Als Personen, die die Foltergefängnisse autorisierten oder zumindest davon wussten und zu verantworten haben, werden in dem Bericht namentlich genannt: der frühere Präsident Rumäniens Ion Iliescu, der dies mittlerweile auch zugegeben hat, der frühere Präsident Rumäniens Traian Băsescu, der frühere Berater des Präsidenten für nationale Sicherheit Ioan Talpeș, der frühere rumänische Verteidigungsminister Ioan Mircea Pașcu und der frühere Kopf des Direktorats für den militärischen Nachrichtendienst Sergiu Tudor Medar.
Im Herbst 2019 wurde bekannt, dass die seit 2018 wieder als Basis 57 bezeichnete Einrichtung ausgebaut werden soll. Über einen Zeitraum von 20 Jahren und einem Budget von knapp 3 Milliarden Euro will man die flugtechnischen Einrichtungen komplett modernisieren und einen Kasernenbereich für acht bis zehntausend Soldaten errichten. So soll die Basis mit 3000 ha eineinhalb so groß wie die Ramstein Air Base (2000 ha) werden und damit zur größten Luftwaffenstützpunkt der NATO in Europa. Neben zusätzlichen neuen Start- und Landebahnen, Rollfeldern und Hangars sind auch Schulen, Kitas, ein Krankenhaus und Geschäfte für die bis zu zehntausend Soldaten und ihre Familien geplant. Dessen Ausbau soll etwa 20 Jahre dauern und ist auf 2,5 Milliarden Euro beanschlagt.
Am 15. Mai 2023, wurden mit letzten Flügen, nach 61 Jahren Dienstzeit des Typs in rumänischen Diensten, die letzten MiG-21 zeitgleich auf den Luftbasen 71 und 86 außer Dienst gestellt.

## Militärische Nutzung
Der rumänischen Baza 57 Aeriana untersteht (Stand 2025) temporär nur eine fliegende Staffel
- Escadrila 572. Elicoptere, Helikopterstaffel (früher 862. Staffel), ausgerüstet mit IAR-330L

Die Basis wird dritter F-16 Standort, hierzu soll die 571. Jagdstaffel aufgestellt werden.
Der Flugplatz wird daneben nach wie vor regelmäßig für zeitweise Verlegungen kleinerer USAF-Kontingente von in den Continental United States stationierten Verbänden als vorgeschobene Basis genutzt, 2024 auch erstmals von B-52H. Die Haupteinsatzbasis dieser Kontingente sind die großen US-Luftstützpunkte in Westeuropa wie die Spangdahlem Air Base. Neben der USAF nutzt auch die United States Army die Einrichtung als Transitdrehscheibe Richtung Mittlerer Osten und im Rahmen des Southern Air Policing der NATO sind hier zeitweise auch Kampfjets von anderen Verbündeten stationiert.

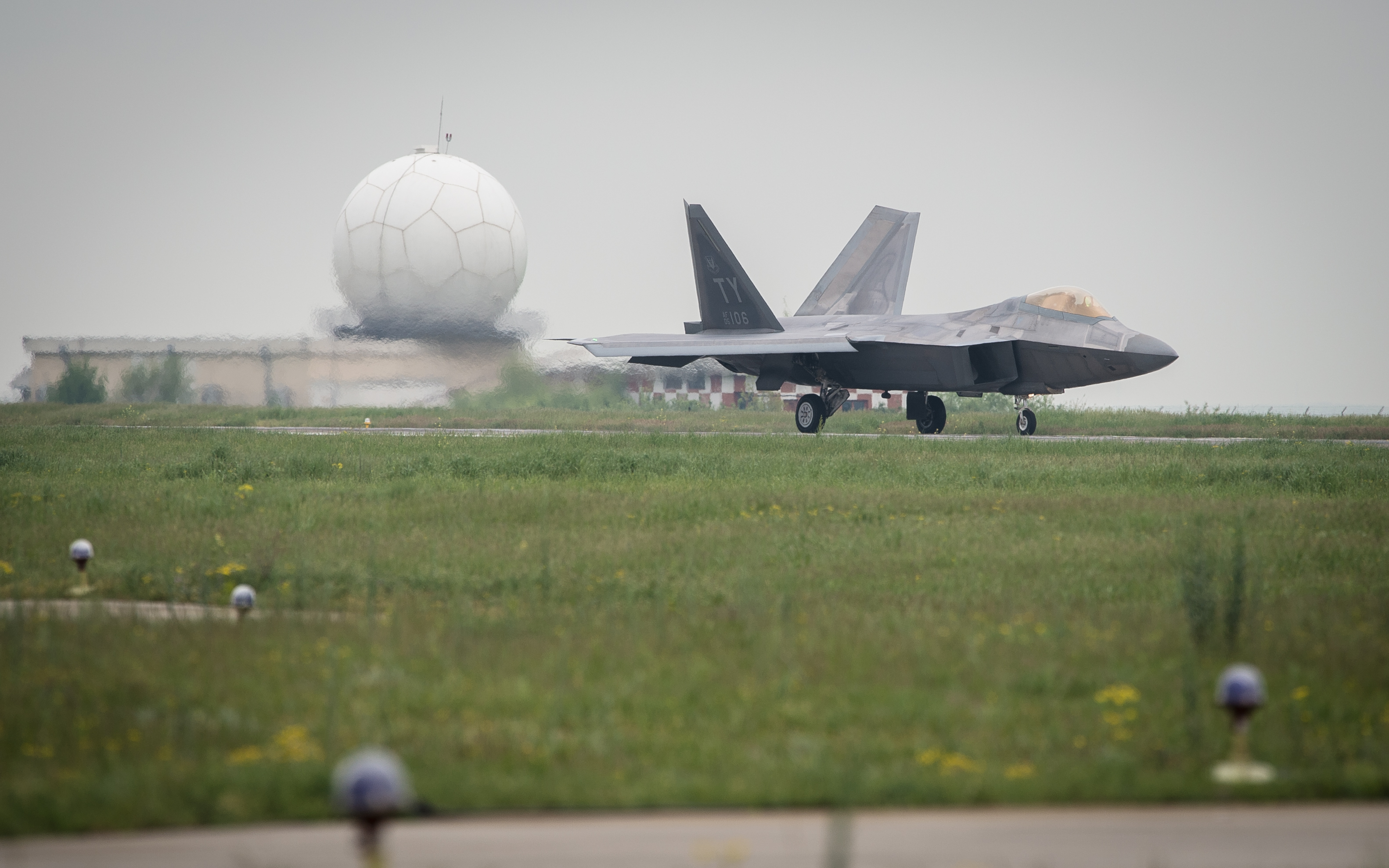
F 22 der USAF 2016 in Constanta
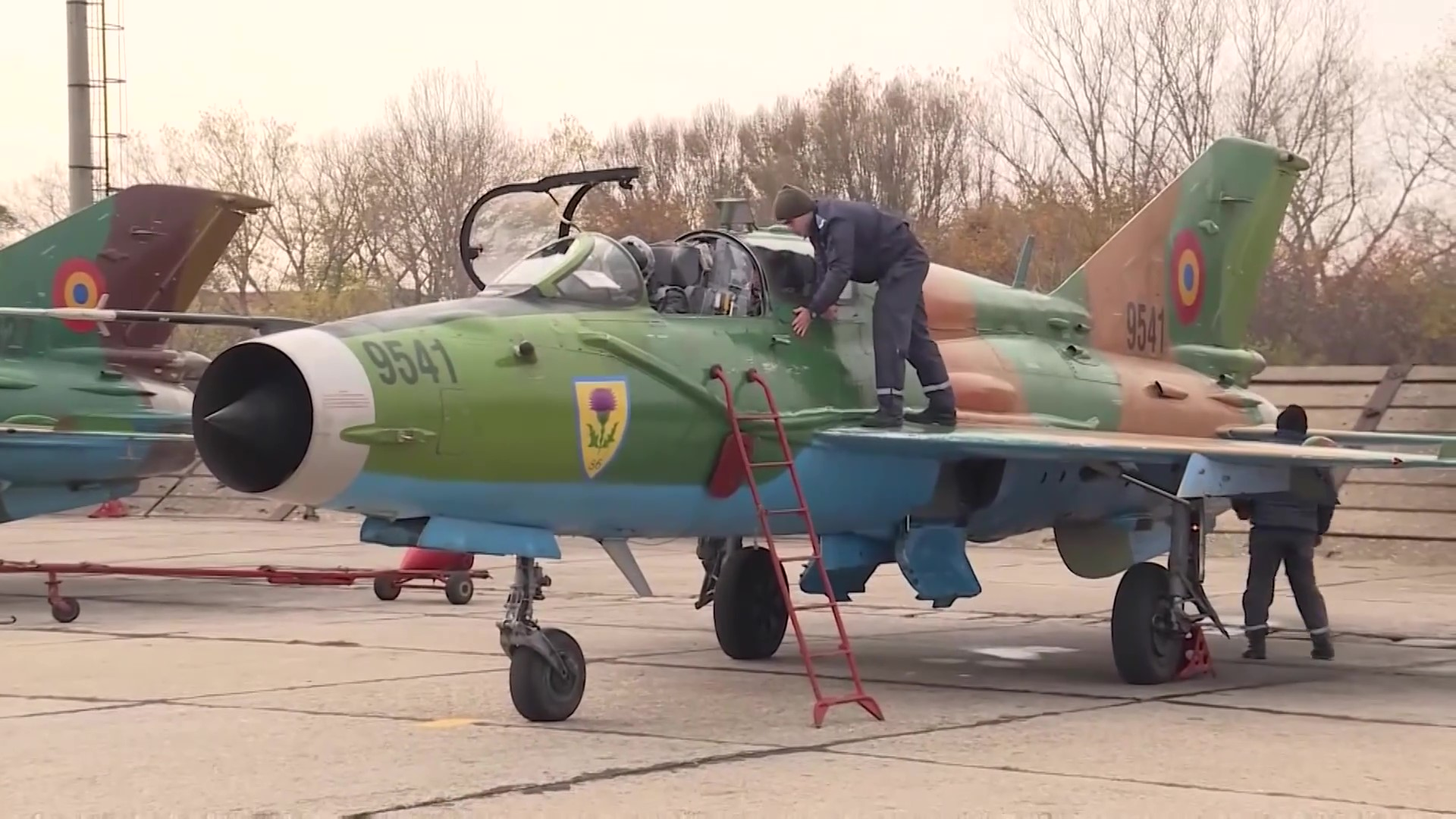
Rumänische MIG 21 im Jahr 2020
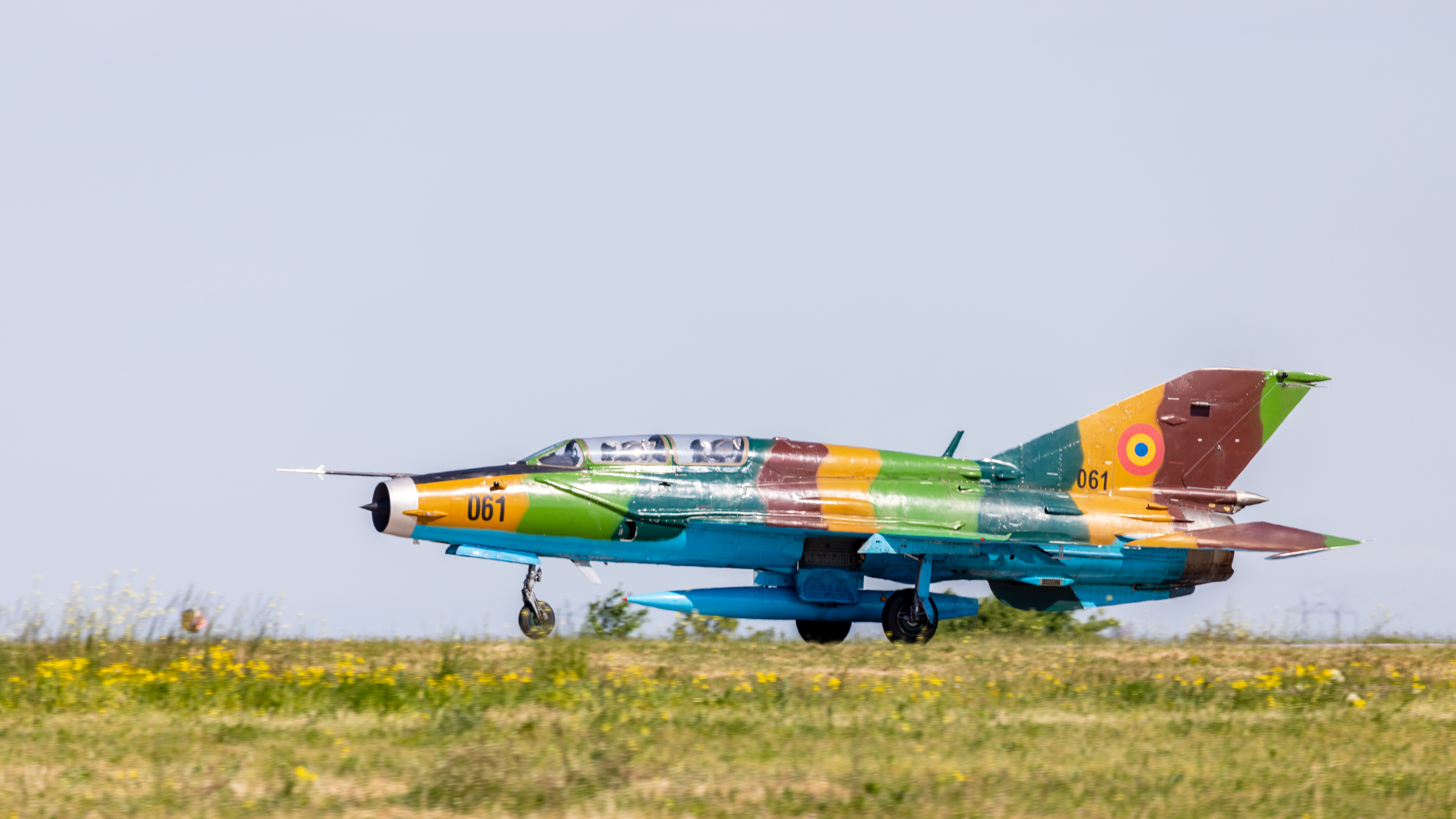
Rumänische MIG 21 im Mai 2021 (Operation Biloxi)
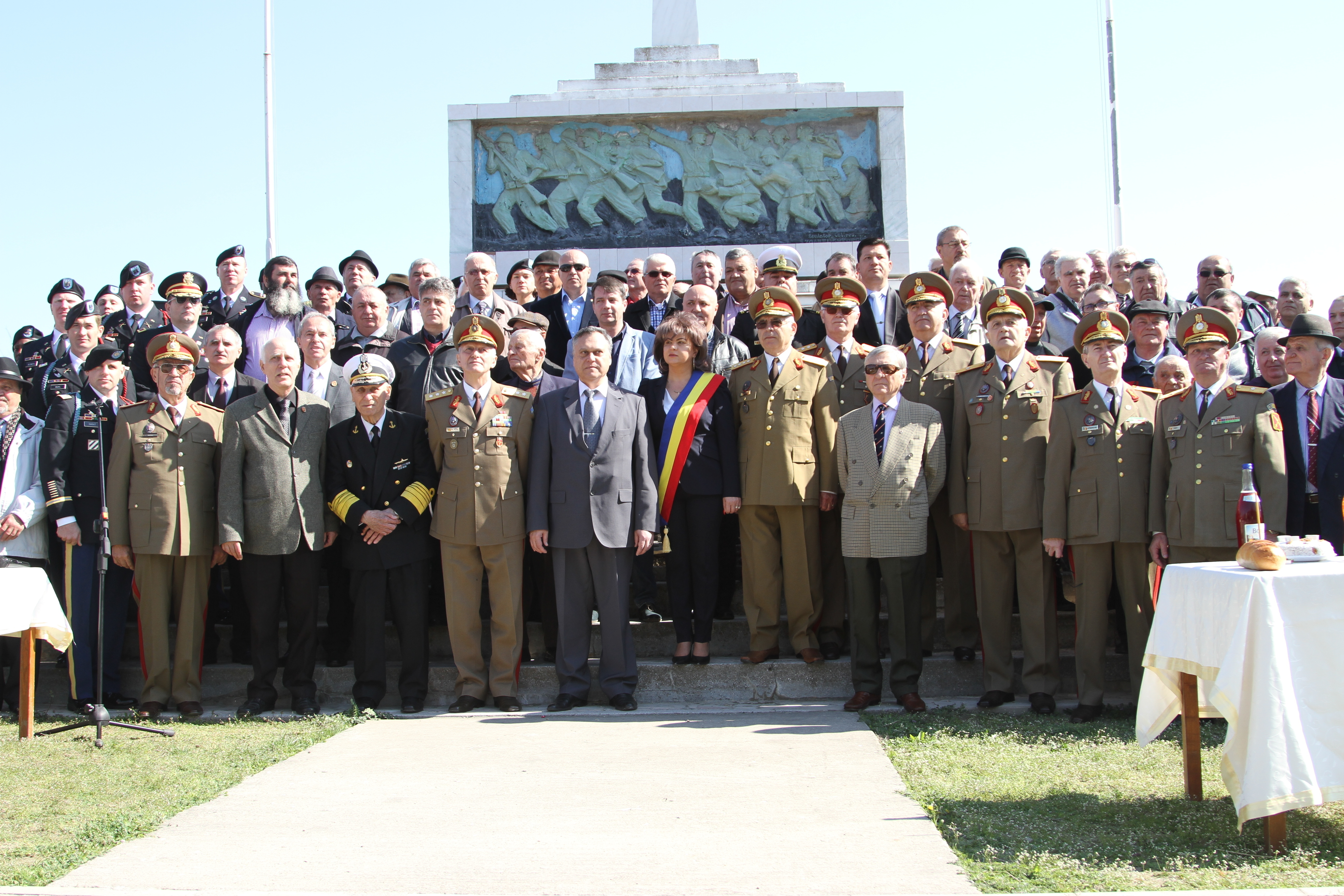
US-amerikanische und rumänische Streitkräfte sowie rumänische Offizielle 2017 vor dem Denkmal des 36. Infanterieregiments auf dem Luftwaffenstützpunkt
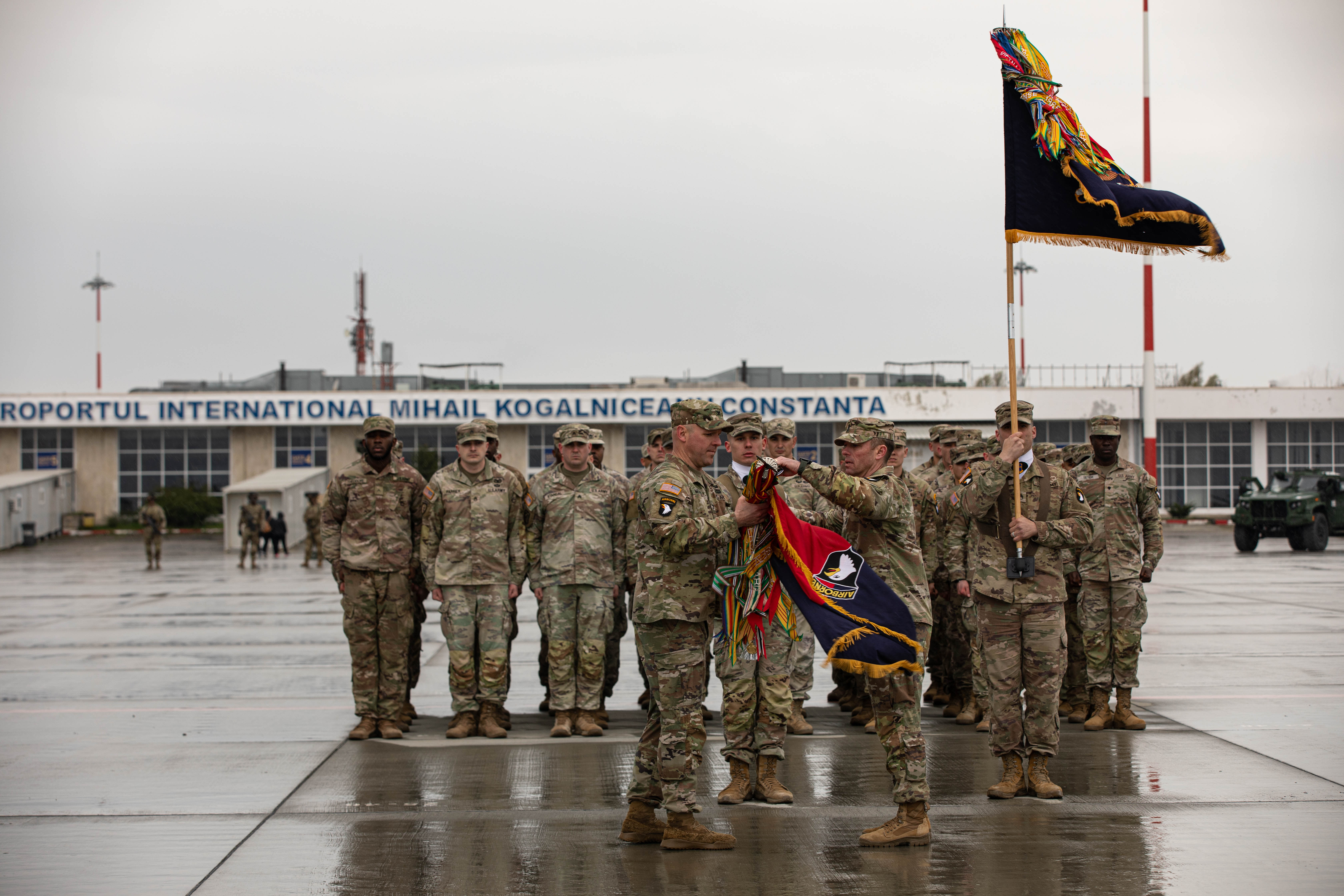
Kommandoübergabe der Operation European Assure, Deter and Reinforce 2023 auf dem Flughafen Constanța
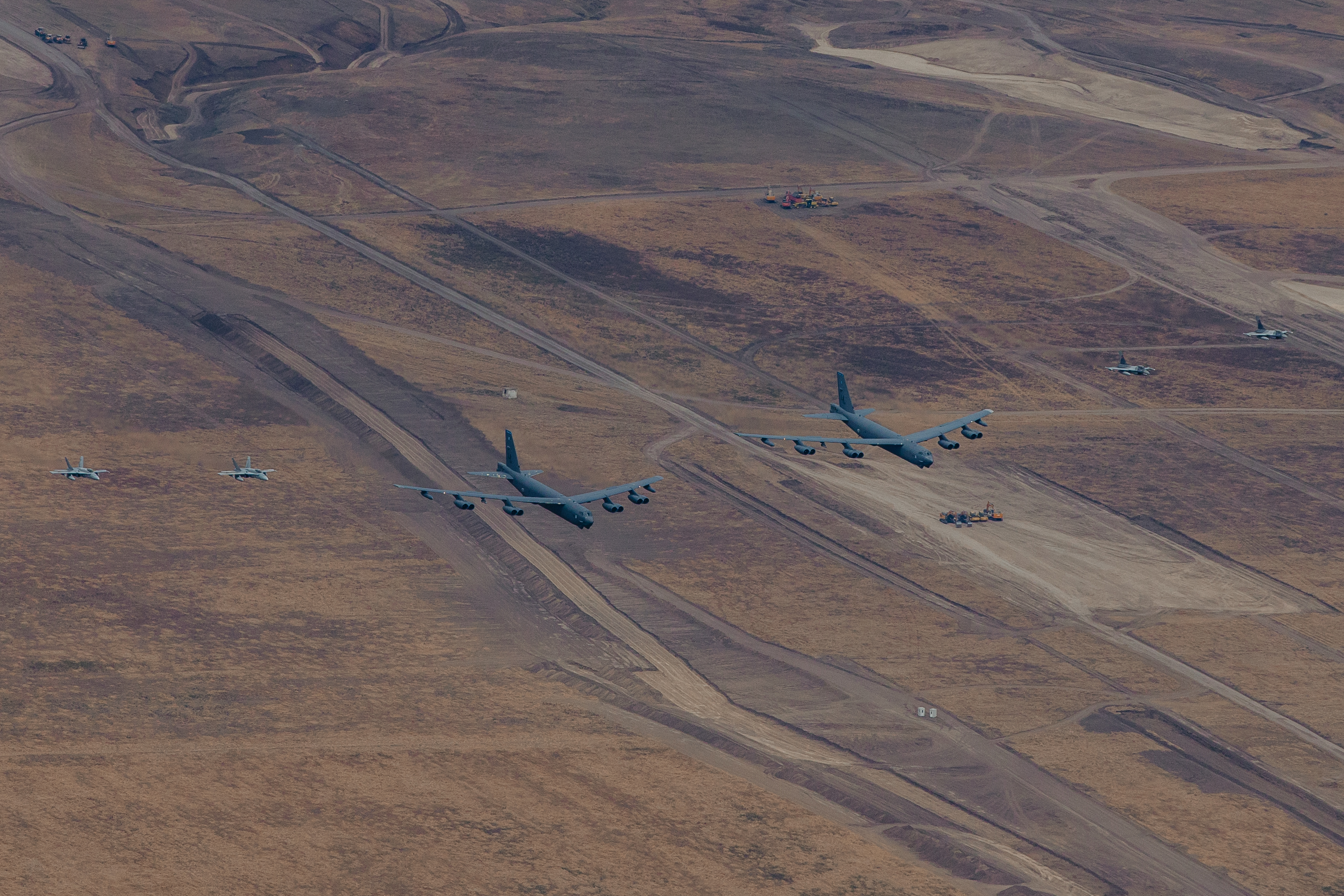
Zwei Boeing B-52 der USAF begleitet von jeweils zwei Jägern der rumänischen und finnischen Luftwaffe 2024 über Constanța
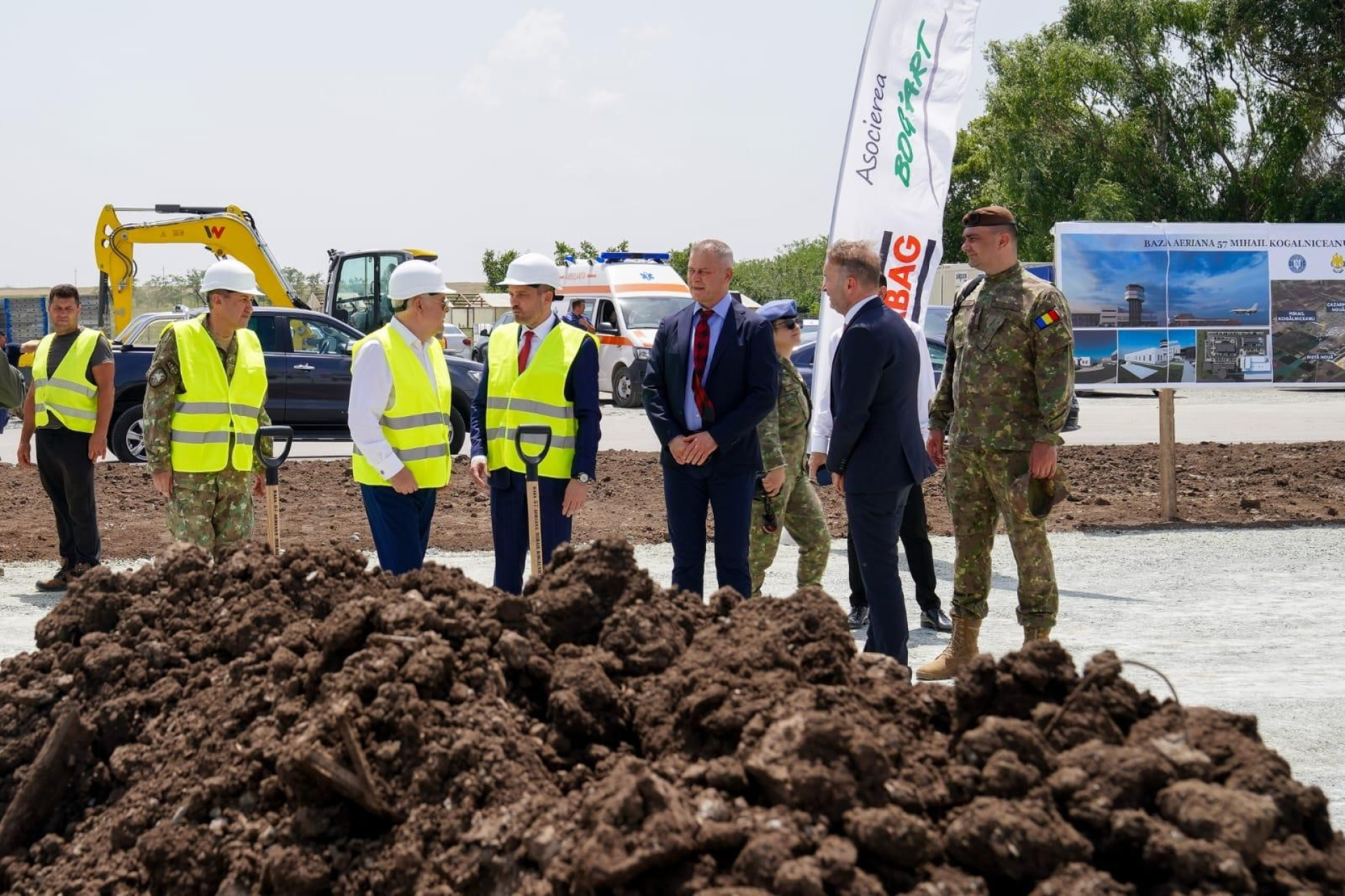
Erster Spatenstich bzw. Grundsteinlegung für eine neue Start- und Landebahn am 11. Juni 2024

## Zivile Nutzung
Es werden derzeit lediglich folgende drei Verbindungen ins Ausland angeboten: Wizz Air nach London, Turkish Airlines nach Istanbul und Animawings nach Hurghada.